# Parque nacional natural Paramillo
El parque nacional natural Paramillo se encuentra ubicado en el extremo norte de la Cordillera Occidental en Colombia. Su superficie hace parte de los departamentos de Córdoba y Antioquia. Los municipios más cercanos al mismo son Tierralta, Montelíbano y Puerto Libertador en Córdoba, y Peque, Ituango, Mutatá, Dabeiba,  Chigorodó, Carepa, Apartadó, Caucasia, Cáceres y Tarazá en Antioquia.
En el parque se pueden apreciar diversos climas que van desde páramo a tierra caliente, por lo que incluye ecosistemas tales como páramo andino, selvas y bosques montañosos. En el parque tienen su origen los ríos  Verde y Esmeralda, afluentes del Río Sinú, y el Río Sucio, afluente del Río San Jorge.
El parque fue comprado por la nación a las familias que colonizaron el terreno.